# Bathymyrinae
Bathymyrinae è una sottofamiglia di pesci anguilliformi della famiglia Congridae.

## Generi
- incertae sedis
  - Leptocephalus pseudomicrocephalus Van Utrecht, 1988
  - Ophisoma prorigerum Gilbert, 1891
- Genere Ariosoma Swainson, 1838
- Genere Bathymyrus Alcock, 1889
- Genere Chiloconger Myers & Wade, 1941
- Genere Kenyaconger Smith & Karmovskaya, 2003
- Genere Parabathymyrus Kamohara, 1938
- Genere Paraconger Kanazawa, 1961
- Genere Poeciloconger Günther, 1872